# 110th Attack Wing

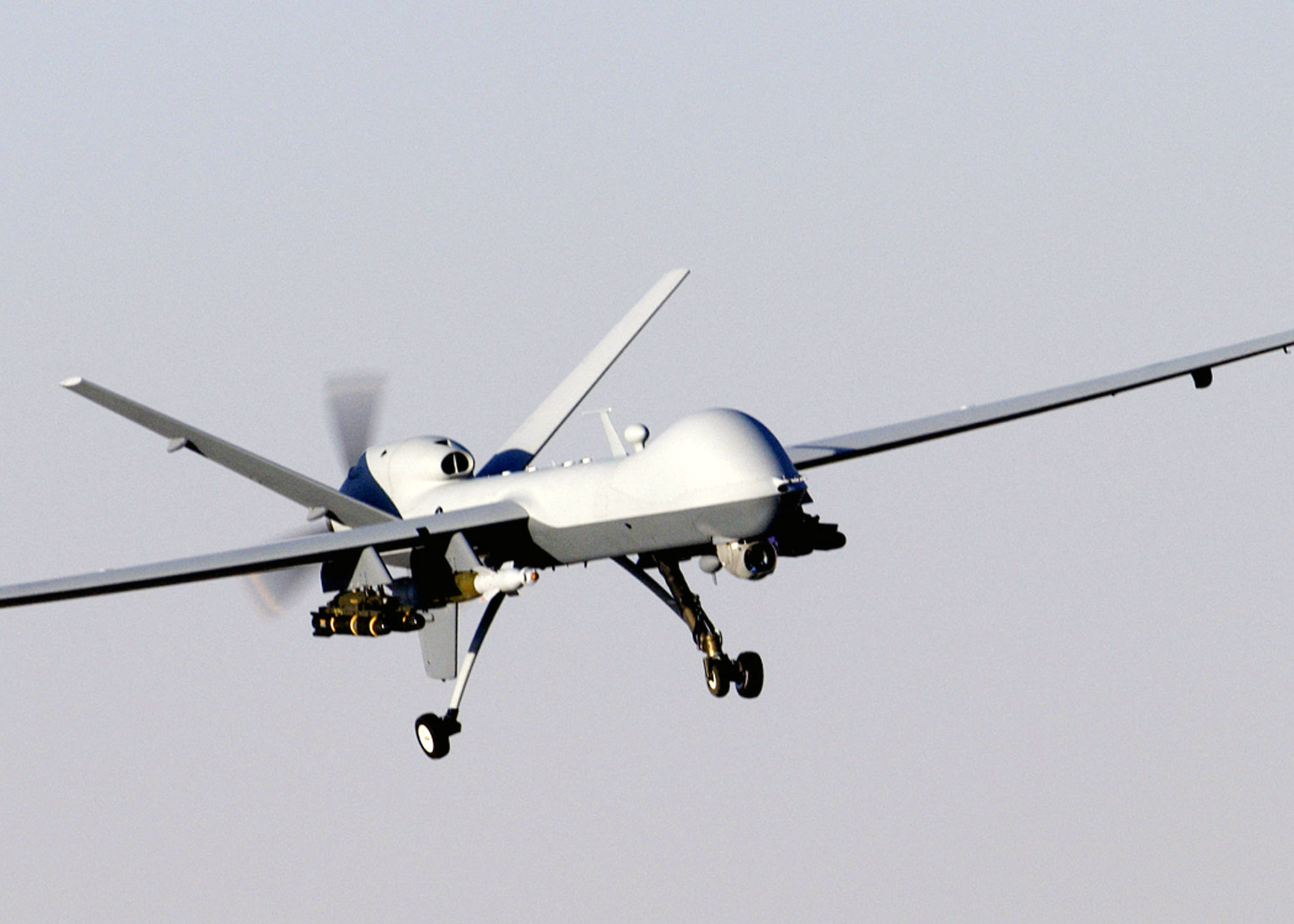
MQ-9 Reaper

Il 110th Attack Wing è uno stormo d'attacco della Michigan Air National Guard. Il suo quartier generale è situato presso la Battle Creek Air National Guard Base, nel Michigan. 

## Organizzazione
Attualmente, al settembre 2017, lo stormo controlla:
- 110th Operations Group
  -  172nd Attack Squadron - Equipaggiato con MQ-9 Reaper
  - 110th Operations Support Squadron
  - 272nd Cyber Operations Squadron
- 110th Mission Support Group
  - 110th Communications Flight
  - 110th Force Support Squadron
  - 110th Logistics Readiness Squadron
  - 110th Security Forces Squadron
- 110th Medical Group
- 110th Attack Wing Staff
  - 110th Comptroller Flight
- 217th Air Operations Group, l'unità affianca la Seventeenth Air Force (AFAFRICA), United States Air Forces in Europe-Air Forces Africa
  - 217th Air Operations Squadron
  - 217th Air Mobility Operations Squadron
  - 217th Air Intelligence Squadron
  - 217th Air Component Operations Squadron
  - 217th Air Communications Squadron